# Mountelgonia abercornensis
Mountelgonia abercornensis – gatunek motyli z podrzędu Glossata i rodziny Metarbelidae.
Gatunek ten opisany został w 2013 roku przez Ingo Lehmanna na podstawie samca, odłowionego w Północnej Rodezji w 1969 roku.
Holotyp ma 25 mm rozpiętości skrzydeł. Głowa i czułki ciepło płowożółte. Skrzydła obu par barwy głowy; kostalny brzeg przednich czerwonawobrązowy. Narządy rozrodcze samców odznaczają się jukstą ze spiczastym wyrostkiem na szczycie oraz słabo zesklerotyzowanym wyrostkiem nieco u wierzchołka rozszerzonym.
Motyl znany wyłącznie z Mbali w północno-wschodniej Zambii.